# 羅根堡 (巴塞爾鄉村州)

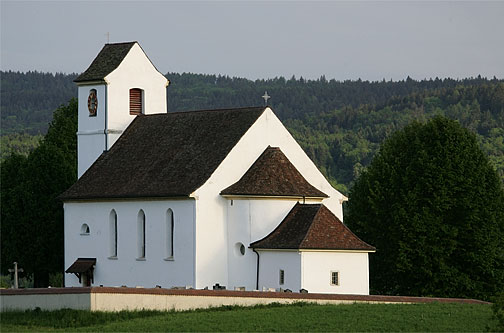

羅根堡是瑞士的城鎮，位於該國北部，由巴塞爾鄉村州負責管轄，面積6.65平方公里，海拔高度438米，2012年人口285，六成半人口信奉羅馬天主教，人口密度每平方公里43人。